# 메구로정
메구로정(目黒町)은 도쿄부 에바라군에 일찍이 존재했던 정이다. 현재의 메구로구 북부에 해당한다.

## 역사
- 1889년 5월 1일 - 정촌제 시행에 수반해 에바라군 메구로촌이 성립하였다.
- 1922년 12월 1일 - 메구로촌이 정으로 승격해 메구로정이 되었다.
- 1932년 10월 1일 - 에바라군 전체가 도쿄시에 편입되어, 메구로정의 구역은 메구로구가 되었다.

## 교통

### 철도
- 다마가와 전철(현 도큐급행전철)
  - 다마카와선
  - 나카메구로선
- 도쿄 요코하마전철(현 도큐급행전철)
  - 도요코선

현재의 게이오 이노카시라선(코마바 히가시다이마에역)은 메구로촌・정이 존재할 당시에는 개통되지 않았다. (1965년 개통)

## 명소・유적
- 大鳥神社
- 中目黒八幡神社
- 瀧泉寺
- 祐天寺

## 관련서적
- 村上三朗 『目黒町誌』 東京朝報社、1924年
- 東京市臨時市域擴張部 『荏原郡目黒町現状調査』 1931年
- 小林編集部 實測 『東京府荏原郡目黒町全圖番地界入』 1930年2月